# Ozzie Bodden
Ozzie Bodden (Roatán, Islas de la Bahía, Honduras; 21 de noviembre de 1991) es un futbolista de nacionalidad hondureña. Se desempeña como delantero y actualmente juega en el Real Sociedad de la Liga Nacional de Honduras.
Es pariente de Orental Bodden.

## Clubes
| Club                    | País     | Año             |
| ----------------------- | -------- | --------------- |
| Club Deportivo Victoria | Honduras | 2012-2014       |
| Real Sociedad           | Honduras | 2015 - Presente |

- Datos: Q16297852